# Lophostoma kalkoae
Lophostoma kalkoae és una espècie de ratpenat de la família dels fil·lostòmids. És endèmic de Panamà. S'alimenta d'insectes. És un ratpenat de petites dimensions, amb els avantbraços de 44,4–45,8 mm, la cua de 8,4–8,9 mm i els peus de 12,5–12,8 mm. Es desconeix si hi ha cap amenaça significativa per a la supervivència d'aquesta espècie.